# Christian August Lorentzen
Christian August Lorentzen (Sønderborg, 1749. augusztus 10. – Koppenhága, 1828. május 8.) dán neoklasszicista festő.

## Életrajza

### A kezdetek
Hans Peter Lorentzen és Maria Christina Hansdatter fiaként született. Apja órásmester volt. 1771 körül érkezett Koppenhágába, ahol a Királyi Képzőművészeti Akadémiára járt. Koppenhágába érkezése után hamarosan mint portréfestő működött. 1779-től 1782-ig külföldön járt készségeinek fejlesztésére, ellátogatott Hollandiába, Antwerpenbe és Párizsba is, ahol régi mesterek munkáit másolta, majd 1792-ben Norvégiába utazott, hogy prospektusokat fessen.

### Karrierje
1782-ben utazásaiból hazatérve művészete sokoldalúbb lett. Számos festményén, mint például a Dán Nemzeti Történeti Múzeumban található Slaget på Reden (koppenhágai csata, 1801) és a Dán Nemzeti Galériában látható Den rædsomste nat (A szörnyű éjszaka. 1807), az 1801 közötti angol háborúk legfontosabb eseményeit dokumentálta. Pályája későbbi szakaszában főleg Ludvig Holberg (1684–1754) komédiáiból festett portrékat, tájképeket és jeleneteket.[3]
1803-tól 1828-ban bekövetkezett haláláig a Koppenhágai Királyi Akadémia professzora volt. 1809-től 1810-ig Nicolai Abildgaardot (1743–1809) követte az akadémia igazgatójaként. Nagy hatást gyakorolt többek között a következő festőgenerációra, mint például Martinus Rørbye-re (1803–1848).